# Thandla
Thandla è una suddivisione dell'India, classificata come nagar panchayat, di 12.685 abitanti, situata nel distretto di Jhabua, nello stato federato del Madhya Pradesh. In base al numero di abitanti la città rientra nella classe IV (da 10.000 a 19.999 persone).

## Geografia fisica
La città è situata a 23° 0' 0 N e 74° 34' 0 E e ha un'altitudine di 270 m s.l.m..

## Società

### Evoluzione demografica
Al censimento del 2001 la popolazione di Thandla assommava a 12.685 persone, delle quali 6.540 maschi e 6.145 femmine. I bambini di età inferiore o uguale ai sei anni assommavano a 1.758, dei quali 888 maschi e 870 femmine. Infine, coloro che erano in grado di saper almeno leggere e scrivere erano 9.285, dei quali 5.220 maschi e 4.065 femmine.